# لي هولمس
لي هولمس (بالإنجليزية: Lee Holmes)‏ (28 سبتمبر 1955 بأفيلاي في المملكة المتحدة - ) هو لاعب كرة قدم بريطاني في مركز الهجوم. لعب مع نادي برينتفورد ونادي دارتفورد ونادي إِنفيلد ‏ ونادي داغنهام ‏ وهارينجي بورو ونادي ليتون ‏ ونادي ويلدستون لكرة القدم.